# 第85屆國家評論協會獎
第85屆國家評論協會獎

最佳影片: 
雲端情人
第85屆美國國家評論協會，表揚在2014年的最佳電影作品，頒獎日期為2013年12月4日。

## 十大佳片
- 《雲端情人》
- 《为奴十二年》
- 《地心引力》
- 《奧斯卡的一天》
- 《醉乡民谣》
- 《孤独的生还者》
- 《內布拉斯加》
- 《囚徒》
- 《大夢想家》
- 《白日夢冒險王》
- 《華爾街之狼》

## 五大外語片
- 《山之外》
- 《Gloria（英语：Gloria (2013 film)）》
- 《一代宗師》
- 《海劫》
- 《謊言的烙印》

## 五大紀錄片
- 《离巨星二十英尺》
- 《杀戮演绎》
- 《After Tiller》
- 《Casting By》
- 《埃及广场》

## 十大獨立影片
- 《Ain't Them Bodies Saints》
- 《达拉斯买家俱乐部》
- 《In a World...》
- 《Mother of George》
- 《Much Ado About Nothing》
- 《密西西比河上的玛德》
- 《The Place Beyond the Pines》
- 《閃亮曙光》
- 《Sightseers》
- 《The Spectacular Now》

## 獲獎名單
最佳影片
- 《雲端情人》

最佳導演
- 斯派克·琼斯，《雲端情人》

最佳男主角
- 布鲁斯·邓恩，《內布拉斯加》

最佳女主角
- 艾瑪·湯普遜，《大夢想家》

最佳男配角
- Will Forte，《內布拉斯加》

最佳女配角
- 奥克塔维亚·斯宾塞，《福祿維爾車站》

最佳原著劇本
- 科恩兄弟，《醉乡民谣》

最佳改編劇本
- 泰倫斯·溫特，《华尔街之狼》

最佳動畫片
- 《風起》

電影創意創新獎
- 《地心引力》

突破演出男主角獎
- 麥可·B·喬丹，《福祿維爾車站》

突破演出女主角獎
- 阿黛尔·艾克阿切波洛斯，《阿黛尔的生活》

最佳首部導演作品
- 瑞恩·庫格勒，《福祿維爾車站》

最佳外語片
- 《咎愛》

最佳紀錄片
- 《我们讲述的故事》

電影歷史威廉艾佛森獎
- George Stevens, Jr.

最佳整體演出
- 《囚徒》

聚光燈獎
- 馬丁·史柯西斯 、

自由言論獎
- 《腳踏車大作戰》

## 外部連結
- 國家評論協會官方網站 （页面存档备份，存于）